# Tynnyrilaki
Tynnyrilaki es una montaña de 445 m s. n. m. de alto, a 120 km al este de Kiruna, en la Provincia de Norrbotten (Suecia). Es el punto más alto de una región llamada Pingisvaara. Esta montaña marca una de las ubicaciones del Arco Geodésico de Struve